# Base navale San Miguel
Naval Station San Miguel
La Base navale San Miguel est une installation de la Marine philippine située à Barangay San Miguel, à San Antonio, province de Zambales aux Philippines. Les États-Unis ont remis la base au gouvernement philippin en 1992.

## Histoire
La station de communication navale américaine des Philippines (NAVCOMSTAPHIL) était établie aux Philippines depuis plusieurs années. La construction à San Miguel a commencé au début de 1955. La Naval Station Sangley Point y a été transférée en juillet 1957. En janvier 1958, les opérations à Sangley Point ont pris fin et les opérations à grande échelle à San Miguel ont commencé.
La base porte le nom du petit village de pêcheurs de San Miguel, adjacent à l'extrémité sud de la station. La base est installée sur un terrain de  7 km2, entouré de montagnes sur trois côtés et de la mer de Chine méridionale sur le quatrième. L'objectif principal de la station était de fournir des communications aux navires de la marine américaine opérant dans la région des Philippines.

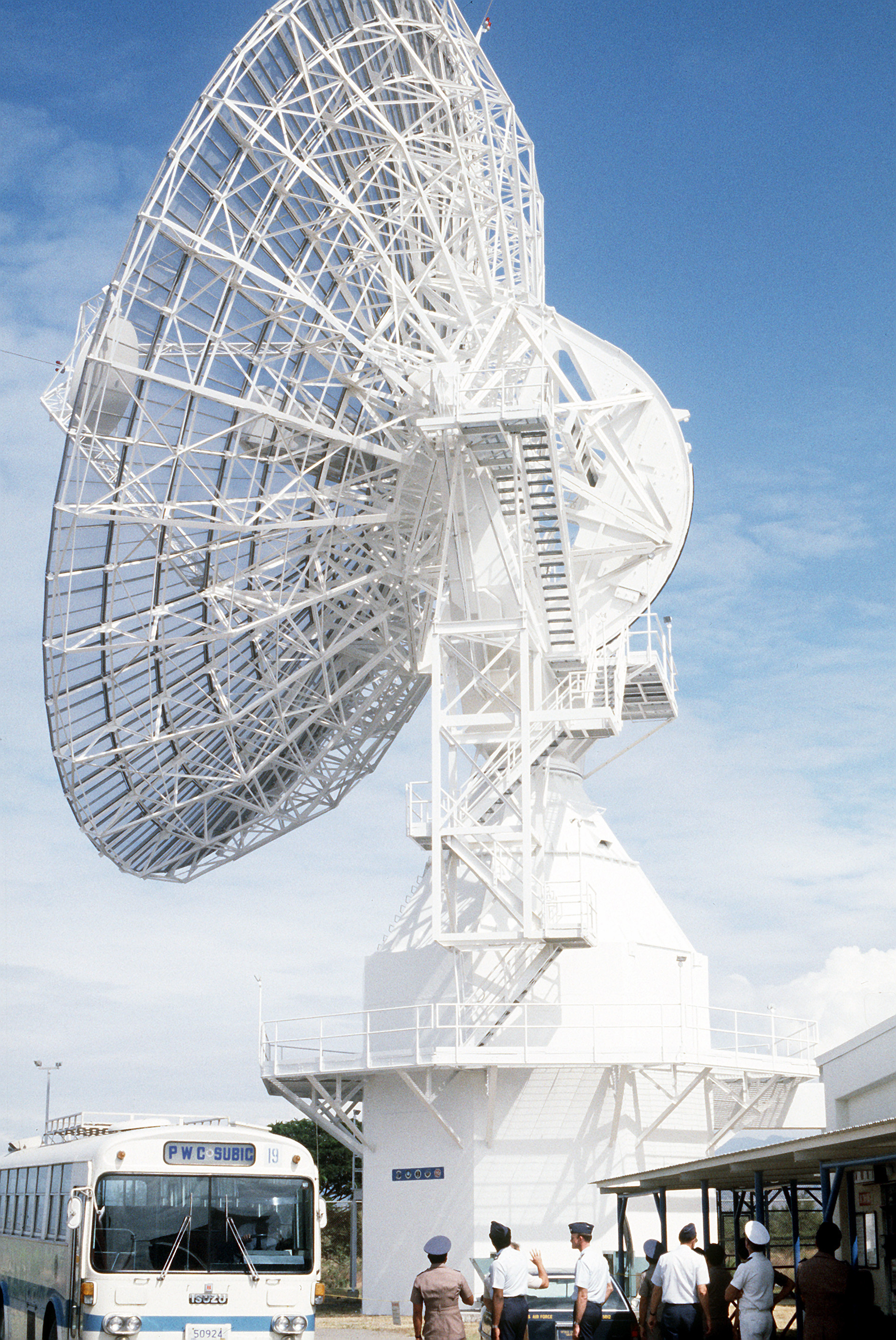
Antenne parabolique de San Miguel

Pendant la guerre du Vietnam, toutes les communications du Vietnam vers les États-Unis continentaux ont d'abord été acheminées par un câble sous-marin venant de Nha Trang, puis transmises à la Mount Santa Rita Naval Link Station (en), puis à l'installation de relais Dau à la Base aérienne Clark, et enfin  à la U.S. Naval Radio Station, Tarlac (en) également connue sous le nom de US Naval Radio Transmitter Facility, à Capas, province de Tarlac.
La base abritait également une caserne de l'United States Marine Corps.

## Actuellement
Les États-Unis ont remis la base au gouvernement philippin en 1992. La marine philippine a ensuite transféré son commandement de l'entraînement naval de Fort San Felipe, à Cavite à la station navale de San Miguel. C'est maintenant le siège du Commandement de la formation et de la doctrine navale de la marine philippine.